# BBC Jazz Awards
O BBC Jazz Awards é um prémio musical na área do jazz, criado em 2001 pela BBC. O evento ocorre, habitualmente, no mês de Julho de cada ano, em Londres.
As diferentes áreas distinguidas são:
- Jazz Line-Up Best Band Award (Melhor Banda)
- Best Instrumentalist Award (Melhor Instrumentalista)
- Best Vocalist Award (Melhor Vocalista)
- Rising Star Award (Prémio para o Artista Revelação)
- Radio 2 Heart of Jazz Award (Prémio Coração do Jazz)
- Radio 2 Jazz Artist of the Year (Artista do Ano)
- Jazz on 3 Innovation Award (Prémio Inovação)
- Best of Jazz Award (Prémio O Melhor do Jazz)
- Best New Work (Melhor Novo Trabalho)
- Jazz Line-Up Album of the Year (Álbum do Ano)
- International Award (Prémio para o Melhor Artista Estrangeiro)
- Gold Award (Prémio de Ouro)
- Jazz Heritage Award (Herança do Jazz)
- Services to Jazz Award (Prémio por Serviços Prestados ao Jazz)
- Lifetime Achievement Award (Prémio Carreira)

| Prémio                     | 2001                                                        | 2002                                      | 2003                                         | 2004                              | 2005                    | 2006                                      | 2007                         |
| Melhor Banda               | Courtney Pine Band                                          | Jazz Jamaica All Stars                    | Guy Barker's International Septet            | The Soweto Kinch Band             | Acoustic Ladyland       | Dennis Rollins' Badbone & Co              | Finn Peters' Finntet         |
| Melhor Instrumentalista    | Alan Barnes                                                 | John Surman                               | Brian Kellock                                | Soweto Kinch                      | Peter King              | Alan Barnes                               | Julian Siegel                |
| Melhor Vocalista           | Norma Winstone                                              | Stacey Kent                               | Claire Martin                                | Ian Shaw                          | Liane Carroll           | Clare Teal                                | Ian Shaw                     |
| Artista Revelação          | Alex Wilson                                                 | Soweto Kinch                              | Jamie Cullum                                 | Seb Rochford                      | Gwilym Simcock          | Andrew McCormack                          | Simon Spillett               |
| Heart of Jazz              |                                                             |                                           |                                              |                                   | Liane Carroll           | Anita Wardell                             | Martin Taylor                |
| Artista do Ano             |                                                             |                                           |                                              |                                   | Jamie Cullum            | Jools Holland                             | Curtis Stigers               |
| Prémio Inovação            | Iain Ballamy                                                | Matt Bourne                               | Byron Wallen                                 | F-ire Collective                  | Huw Warren              | Tim Garland's Lighthouse Project          | Tom Bancroft                 |
| O Melhor do Jazz           |                                                             |                                           |                                              |                                   | Liane Carroll           | Anita Wardell                             |                              |
| Melhor Novo Trabalho       | Chris Batchelor                                             | Green Man Suite - John Taylor             | Interrupting Cutler - Brian Irvine           | Standing Tall - Richard Fairhurst |                         |                                           |                              |
| Álbum do Ano               | The Street Above The Underground - Jean Toussaint’s Nazaire | Live At Henry's - Brian Kellock's Trio    | Exile - Gilad Atzmon's Orient House Ensemble | The Journey Home- Colin Steele    | All Is Know - Tony Kofi | The Lyric - Jim Tomlinson com Stacey Kent | Displaced - Neil Cowley Trio |
| Melhor Artista Estrangeiro | Clark Terry                                                 | Hugh Masekela                             | Esbjorn Svensson Trio                        | Wynton Marsalis                   |                         |                                           | Madeleine Peyroux            |
| Prémio de Ouro             |                                                             |                                           |                                              |                                   | Acker Bilk              |                                           |                              |
| Herança do Jazz            |                                                             | Big Chris Barber Band                     | The Merseysippi Jazz Band                    | Keith Nichols                     |                         |                                           |                              |
| Serviços Prestados ao Jazz | Pete King (Ronnie Scott's)                                  | Chris Hodgkins                            | Tony Dudley-Evans                            | Jed Williams                      | John Cumming, Serious   |                                           | Gary Crosby                  |
| Prémio Carreira            | Humphrey Lyttelton                                          | Cleo Laine & John Dankworth / Stan Tracey | George Shearing                              | George Melly                      | Oscar Peterson          | Quincy Jones                              | Dave Brubeck                 |